# Stylidium exoglossum
Stylidium exoglossum este o specie de plante dicotiledonate din genul Stylidium, familia Stylidiaceae, ordinul Asterales, descrisă de Rica Erickson și Amp; J. H. Willis. Conform Catalogue of Life specia Stylidium exoglossum nu are subspecii cunoscute.